# Gyula Hegyi
Gyula Hegyi (n. 30 aprilie 1951, Bichișciaba, Békés, Ungaria) este un om politic maghiar, membru al Parlamentului European în perioada 2004-2009 din partea Ungariei.